# Ichneumon

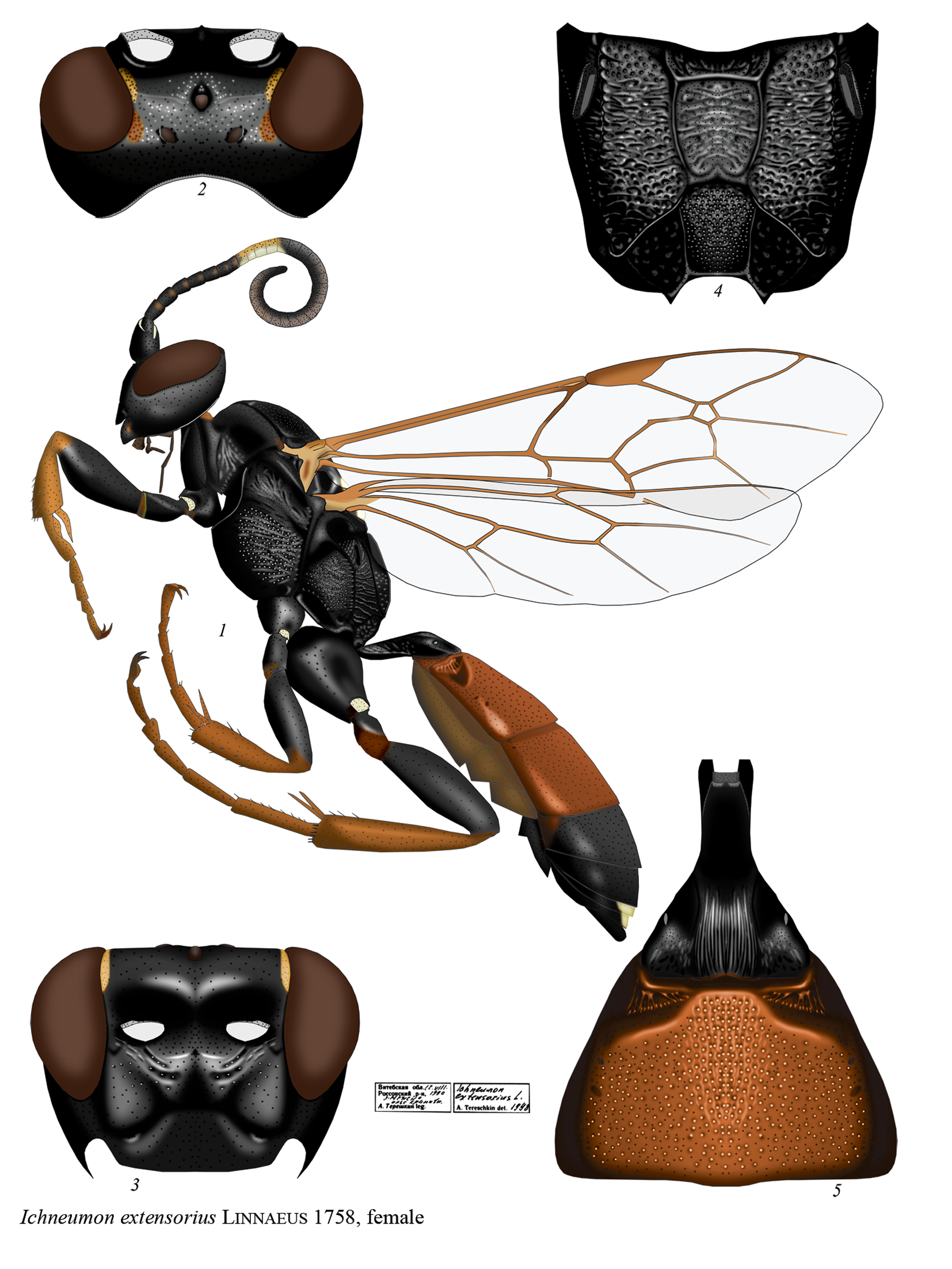
Ichneumon extensorius

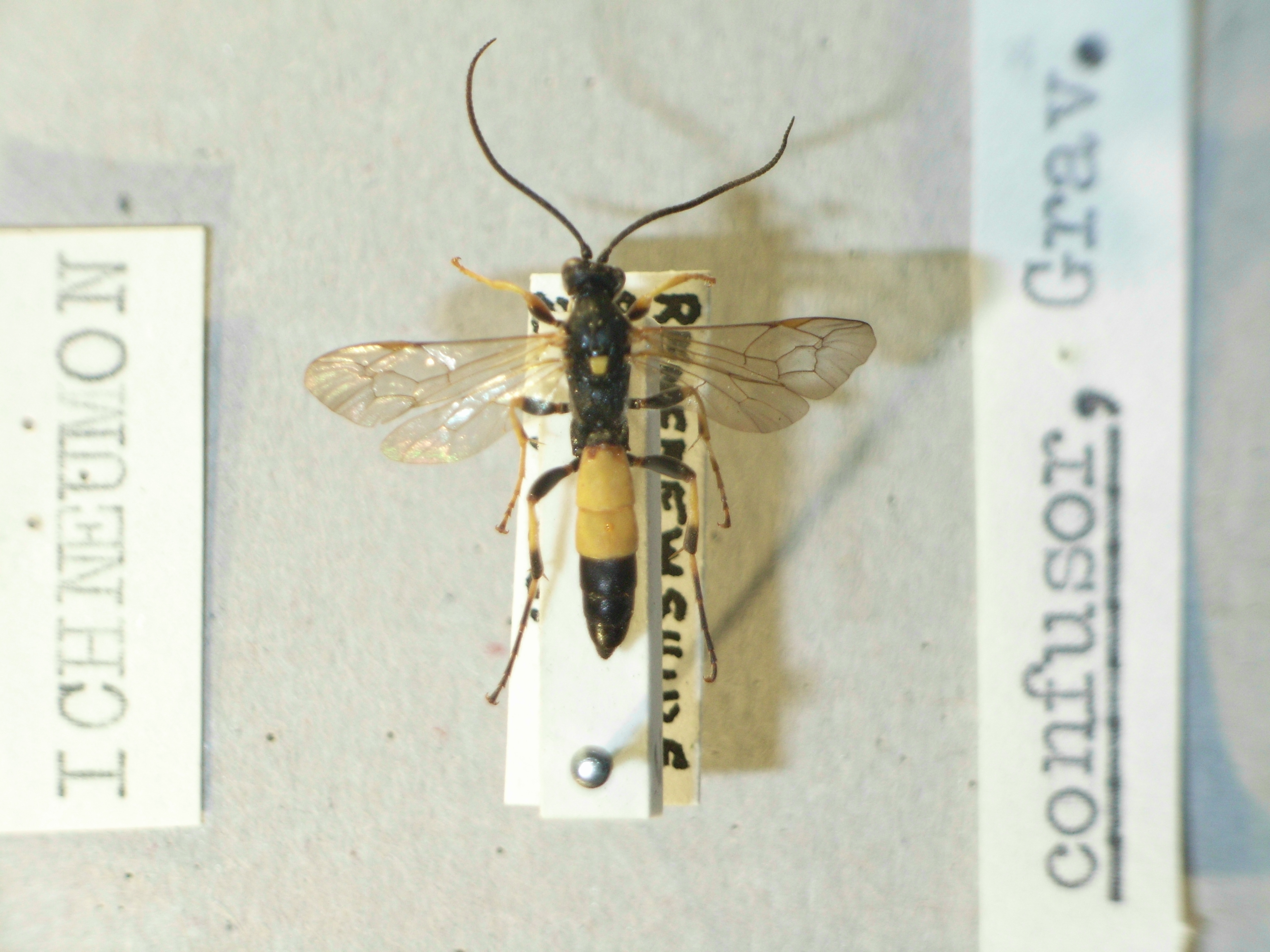
Ichneumon confusor

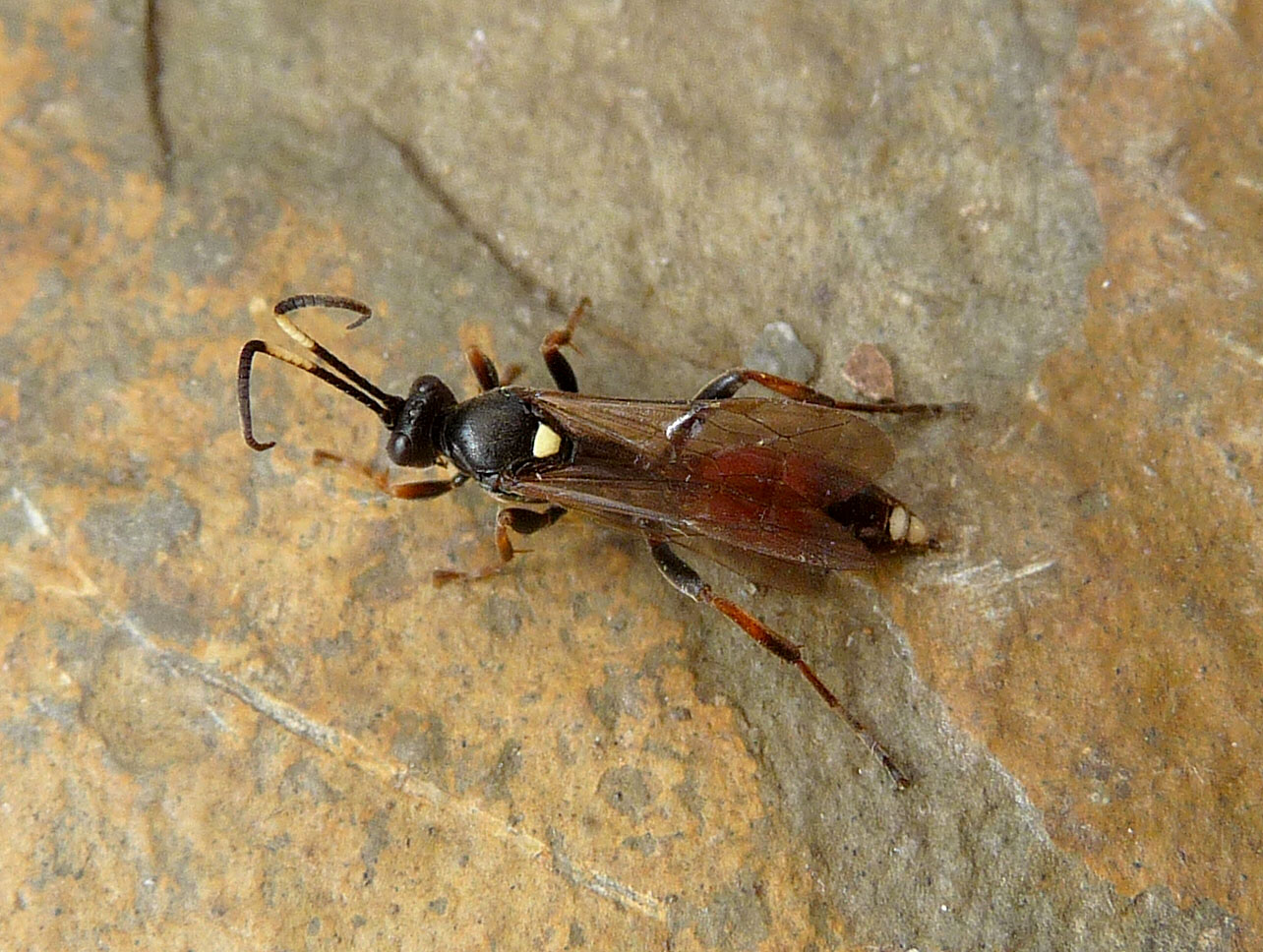
Gąsienicznik zimowkowiec

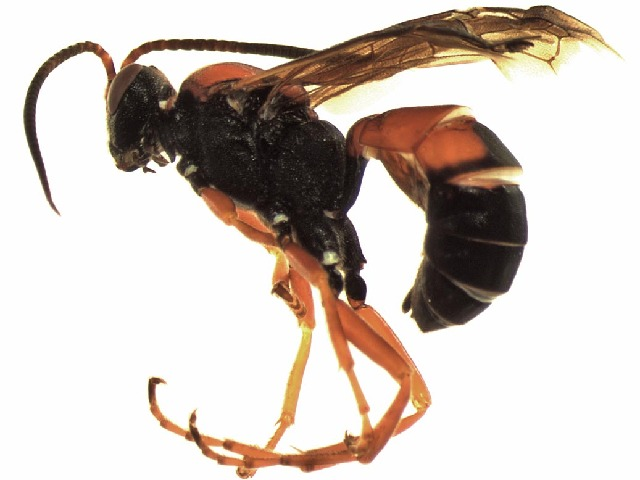
Ichneumon discoensis

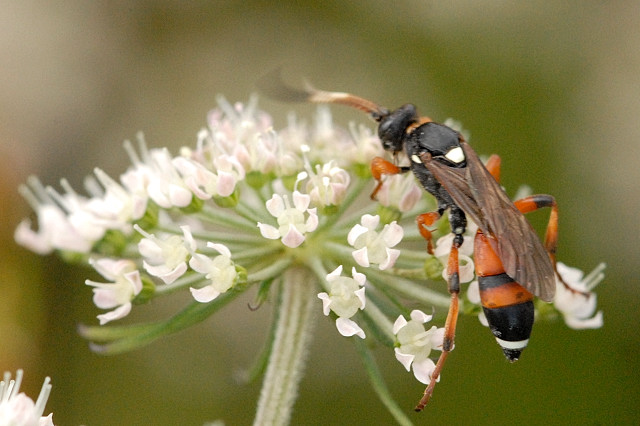
Ichneumon sarcitorius

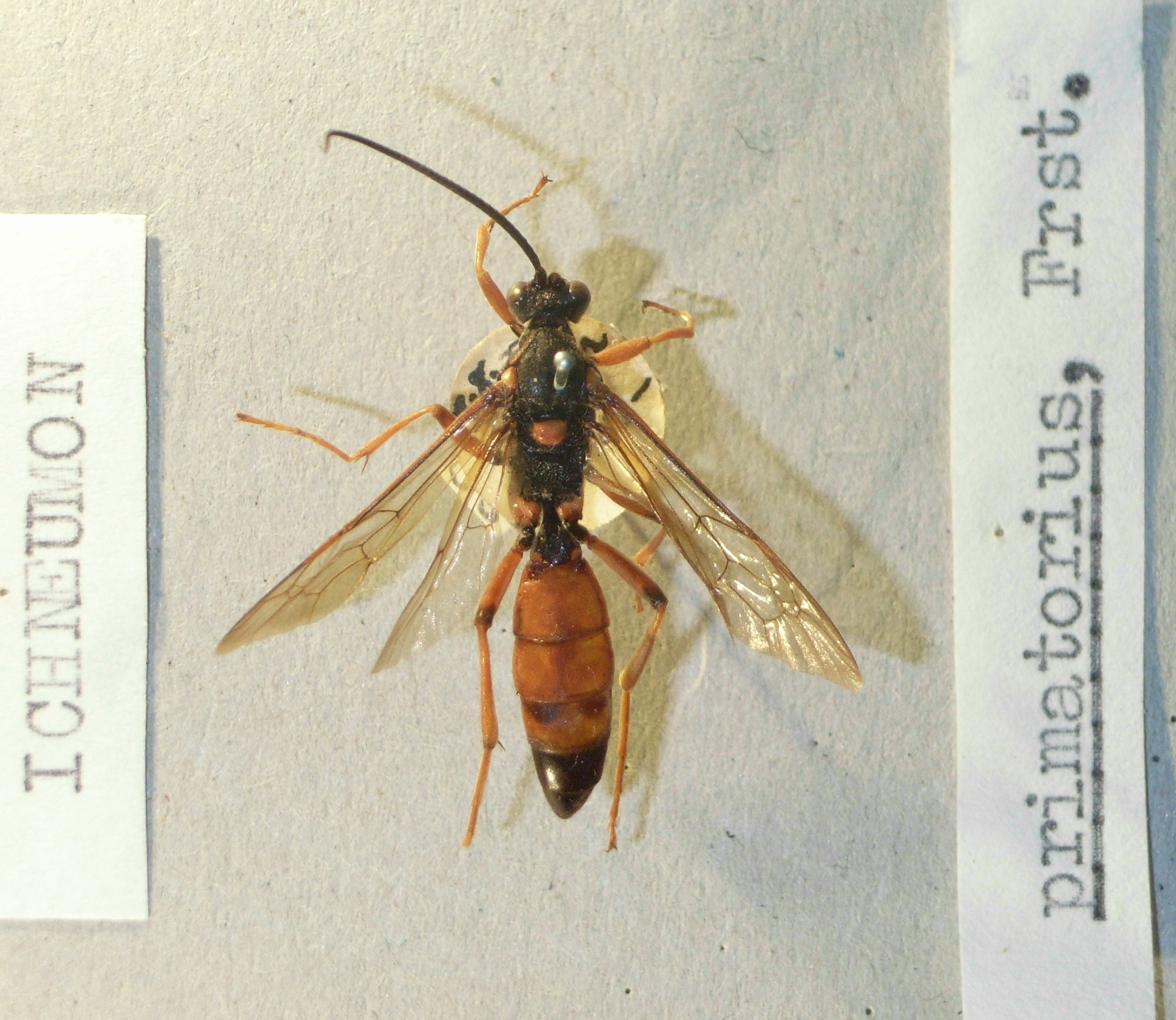
Ichneumon primatorius

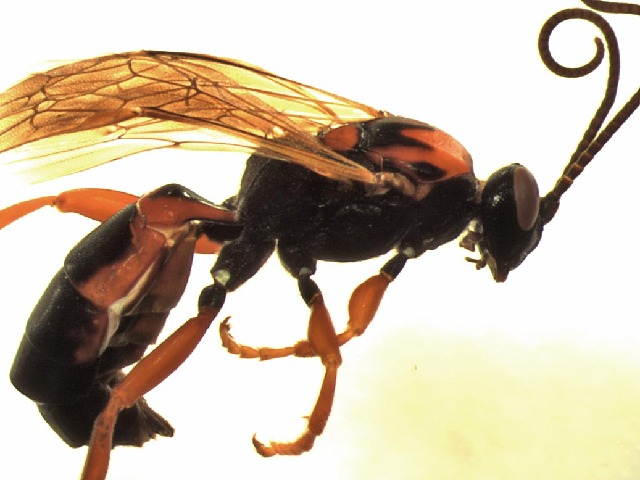
Ichneumon lariae

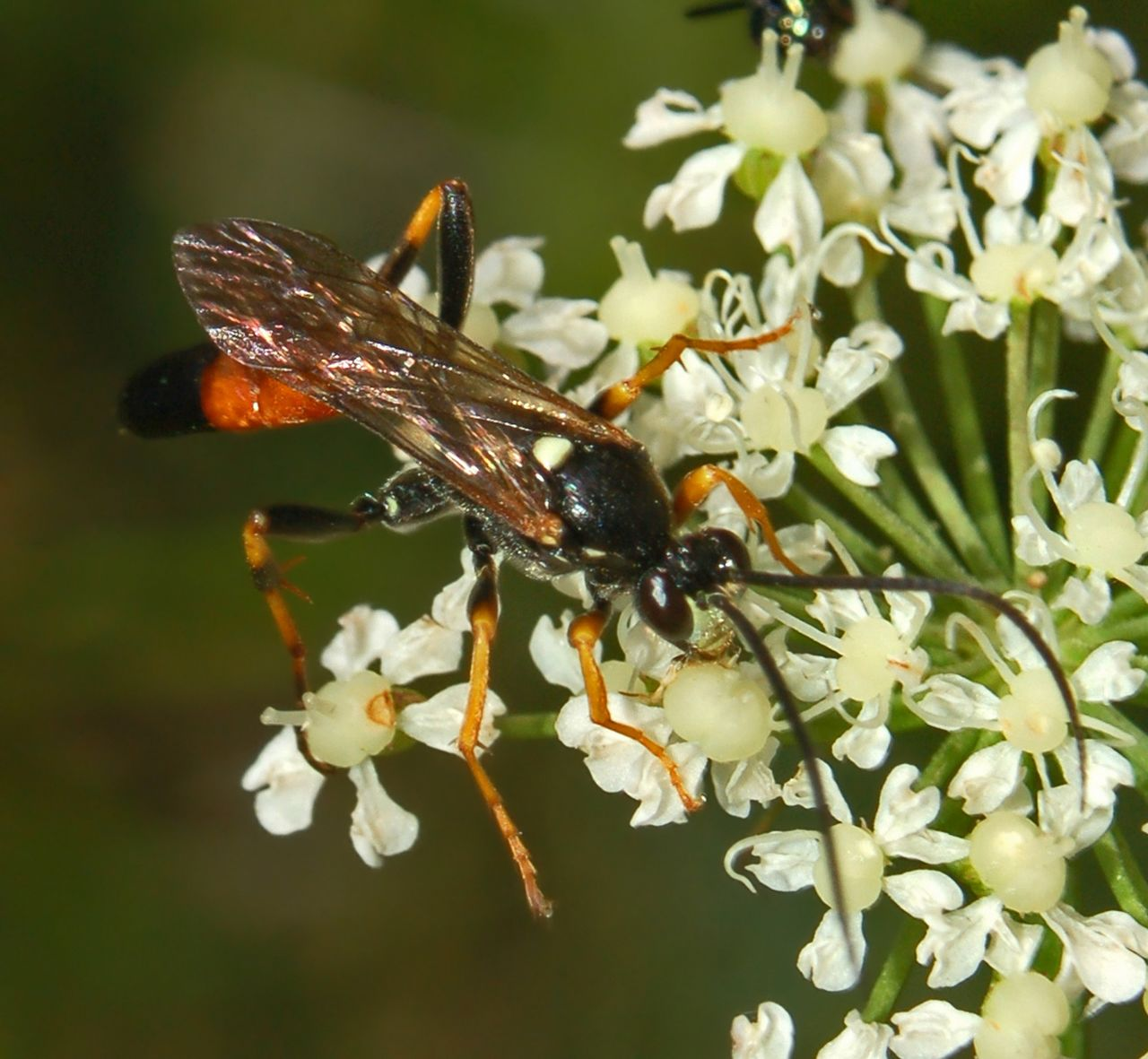
Ichneumon insidiosus

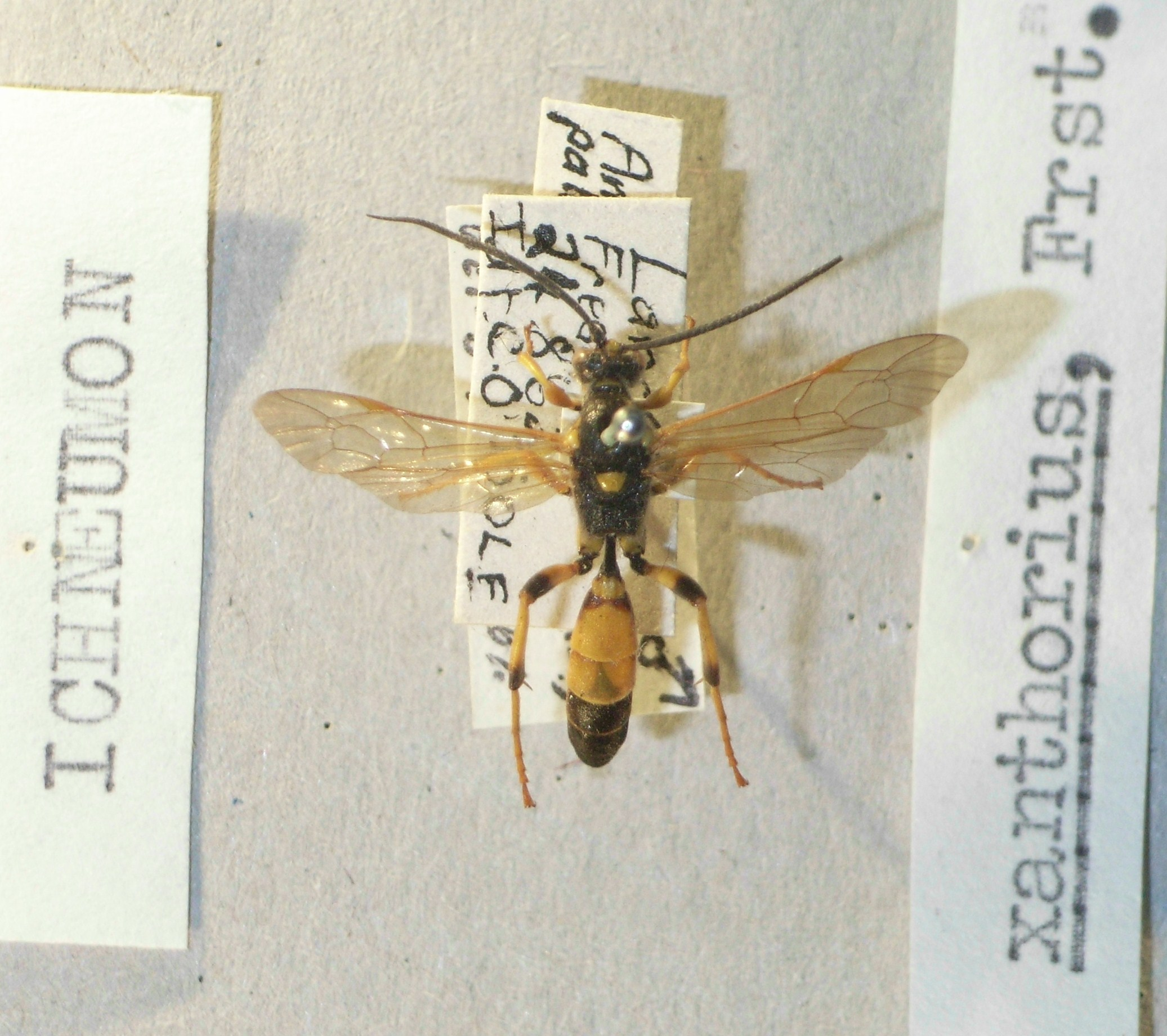
Ichneumon xanthorius

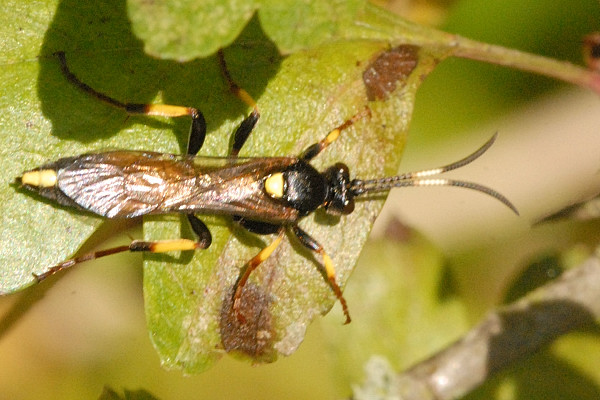
Ichneumon stramentor

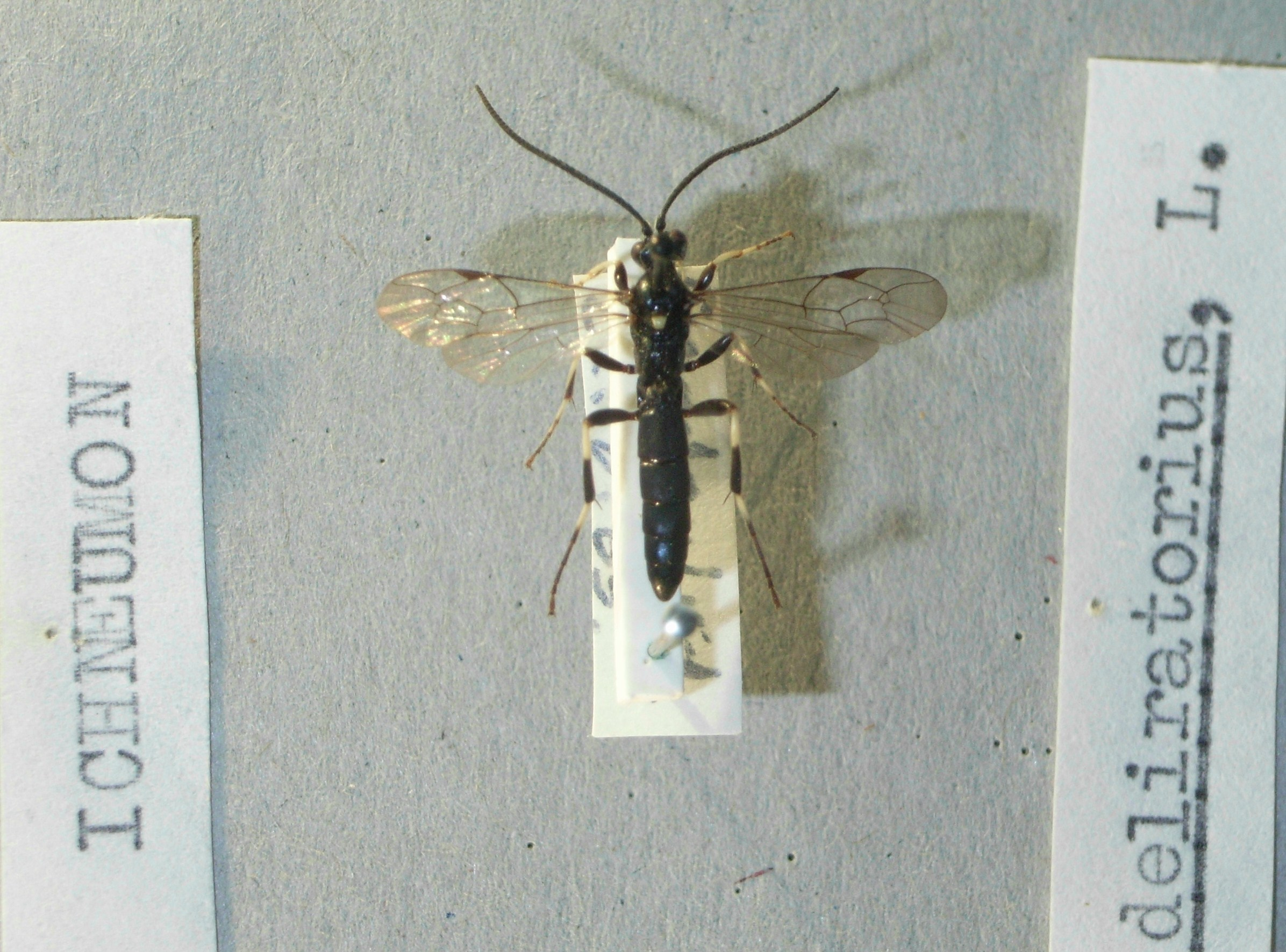
Ichneumon deliratorius

Gąsienicznik (Ichneumon) – rodzaj błonkoskrzydłych z rodziny gąsienicznikowatych i podrodziny Ichneumoninae.
Przedstawiciele rodzaju są parazytoidami, których larwy rozwijają się w ciele żywicieli. Większość gatunków to endopasożyty porażające poczwarki motyli z grupy Macrolepidoptera. W rodzaju tym przeważają idiobionty, ale znaleźć tu można również koinobionty, które porażają larwę zanim ta przeobrazi się w poczwarkę. Istnieją zarówno gatunki wysoko polifagiczne, jak i ograniczone do jednego gatunku żywiciela.
Z terenu Polski wykazano około 150 gatunków, z których około 20 wymaga potwierdzenia.
W sumie do rodzaju tego należy ponad 270 opisanych gatunków:
- Ichneumon acosmus Kriechbaumer, 1880
- †Ichneumon acourti Cockerell, 1921
- Ichneumon acuticornis Thomson, 1896
- Ichneumon adelungi Kokujev, 1909
- Ichneumon admontis Hilpert, 1992
- Ichneumon adonis (Viereck, 1903)
- Ichneumon aemulus (Tosquinet, 1889)
- Ichneumon aequicalcar Thomson, 1888
- Ichneumon affector Tischbein, 1879
- Ichneumon albiger Wesmael, 1844
- Ichneumon albiornatus Tischbein, 1877
- Ichneumon alius Tischbein, 1879
- Ichneumon almeriae Hilpert, 1992
- Ichneumon alpestriformis (Viereck, 1923)
- Ichneumon alpestriops Heinrich, 1951
- Ichneumon alpestris Holmgren, 1864
- †Ichneumon alpha Brues, 1910
- Ichneumon alpinator Aubert, 1964
- Ichneumon altaicola Heinrich, 1978
- Ichneumon amauropus Heinrich, 1956
- Ichneumon amblypygops Heinrich, 1978
- Ichneumon ambulatorius Fabricius, 1775
- Ichneumon americanicolor Heinrich & Gupta, 1957
- Ichneumon amphibolus Kriechbaumer, 1888
- Ichneumon ampliventris Berthoumieu, 1894
- Ichneumon analis Gravenhorst, 1829
- Ichneumon analisorius Heinrich, 1952
- Ichneumon annaelisae Heinrich, 1965
- Ichneumon annulatorius Fabricius, 1775
- Ichneumon appetens Kawall, 1868
- Ichneumon approximans Provancher, 1886
- †Ichneumon aquensis Heer, 1861
- Ichneumon aquilonius Perkins, 1953
- Ichneumon aranearum Retzius, 1783
- Ichneumon ardates Cameron, 1897
- Ichneumon areolaris Kokujev, 1904
- Ichneumon arisanus Uchida, 1929
- Ichneumon artemis (Viereck, 1902)
- Ichneumon arvernicus Pic, 1914
- Ichneumon asiaticus Roman, 1926
- Ichneumon atrox Cresson, 1877
- Ichneumon australis (Uchida, 1926)
- Ichneumon balteatus Wesmael, 1845
- Ichneumon barbator Fabricius, 1793
- Ichneumon barbatus Cuvier, 1833
- Ichneumon basilaris Geoffroy, 1785
- Ichneumon bavaricus Hilpert, 1992
- Ichneumon bellipes Wesmael, 1845
- Ichneumon berninae (Habermehl, 1916)
- Ichneumon bicinctus Fuesslin, 1775
- Ichneumon bicingulus (Townes, Momoi & Townes, 1965)
- Ichneumon bicoloranus (Cushman, 1938)
- Ichneumon bifasciatus Geoffroy, 1785
- Ichneumon bilimeki Cameron, 1884
- Ichneumon bimembris Provancher, 1877
- Ichneumon binotatus (Ashmead, 1890)
- Ichneumon boreellus Thomson, 1896
- Ichneumon brenthise Uchida, 1957
- Ichneumon brevis Tischbein, 1873
- Ichneumon broweri Heinrich, 1961
- Ichneumon browni Heinrich, 1961
- Ichneumon browniops Heinrich, 1969
- Ichneumon brunneicauda (Cushman, 1938)
- Ichneumon bucculentus Wesmael, 1845
- Ichneumon buryas Heinrich, 1949
- Ichneumon byrdiae Heinrich, 1956
- Ichneumon byrdiops Heinrich, 1956
- Ichneumon caedator Gravenhorst, 1829
- Ichneumon caliginosus Cresson, 1864
- Ichneumon calitergus Cresson, 1867
- Ichneumon caloscelis Wesmael, 1845
- Ichneumon canadensis Cresson, 1867
- Ichneumon canadicola Heinrich, 1961
- †Ichneumon cannoni Cockerell, 1910
- Ichneumon capriolus Hilpert, 1992
- Ichneumon captorius Thunberg, 1822
- Ichneumon carinator Fabricius, 1798
- Ichneumon carinatus (Kokujev, 1927)
- Ichneumon castor Cameron, 1884
- Ichneumon cavator Müller, 1776
- Ichneumon centralpinicola Bauer, 1999
- Ichneumon centrator Say, 1825
- Ichneumon cerebrosus Wesmael, 1859
- Ichneumon cerinthius Gravenhorst, 1820
- Ichneumon cervulus Provancher, 1875
- Ichneumon cessator Müller, 1776
- Ichneumon cessatorops Heinrich, 1956
- Ichneumon chasmiops Heinrich, 1965
- Ichneumon chasmodops Heinrich, 1961
- Ichneumon chernovi Heinrich, 1978
- Ichneumon chinensis Kokujev, 1904
- Ichneumon cinxiae Kriechbaumer, 1890
- Ichneumon citrifrons Cresson, 1867
- Ichneumon clarimontis Cameron, 1908
- Ichneumon clasma (Carlson, 1979)
- Ichneumon compar Cresson, 1877
- Ichneumon computatorius Müller, 1776
- †Ichneumon concretus Brues, 1910
- Ichneumon confundor Heinrich, 1978
- Ichneumon confusor Gravenhorst, 1820
- Ichneumon coniger Tischbein, 1876
- Ichneumon connectens Roman, 1904
- Ichneumon conscopa Heinrich, 1961
- Ichneumon contemptus Kokujev, 1909
- Ichneumon contractus (Ashmead, 1890)
- Ichneumon contrarius Berthoumieu, 1895
- Ichneumon corax Berthoumieu, 1894
- Ichneumon crassifemur Thomson, 1886
- Ichneumon craterorum Heinrich, 1978
- Ichneumon creperus Cresson, 1867
- Ichneumon criticus Tischbein, 1881
- Ichneumon cupidus Kawall, 1868
- Ichneumon cupitus Cresson, 1877
- Ichneumon curticrus (Provancher, 1888)
- Ichneumon curtulus Kriechbaumer, 1882
- Ichneumon cyanimontis Heinrich, 1978
- Ichneumon cynthiae Kriechbaumer, 1888
- Ichneumon decurtatus Wesmael, 1845
- Ichneumon delator Wesmael, 1845
- Ichneumon denticulator Müller, 1776
- Ichneumon didymus  Gravenhorst, 1829
- Ichneumon dilleri Heinrich, 1980
- Ichneumon diversor Wesmael, 1855
- Ichneumon dolosus Wesmael, 1855
- Ichneumon emancipatops Heinrich, 1978
- Ichneumon emancipatus Wesmael, 1844
- Ichneumon enervator Linnaeus, 1758
- Ichneumon eremitatorius Zetterstedt, 1838
- Ichneumon erythromerus Wesmael, 1857
- Ichneumon eumerus Wesmael, 1857
- Ichneumon exilicornis Wesmael, 1857
- Ichneumon extensorius Linnaeus, 1758
- Ichneumon factor Dalla Torre, 1901
- Ichneumon ferrandi Pic, 1914
- Ichneumon filatus (Tischbein, 1879)
- Ichneumon flavoclypeatus Pfeffer, 1913
- Ichneumon formosus Gravenhorst, 1829
- Ichneumon freyi Kriechbaumer, 1880
- Ichneumon fuliginosus Habermehl, 1909
- Ichneumon fulvicornis Gravenhorst, 1829
- Ichneumon gibbosus Brischke, 1878
- Ichneumon gibbulus Thomson, 1886
- Ichneumon gracilentus Wesmael, 1844
- Ichneumon gracilicornis Gravenhorst, 1829
- Ichneumon grandicornis Thomson, 1886
- Ichneumon gratus Wesmael, 1855
- Ichneumon haematofemur Heinrich, 1980
- Ichneumon haematonotus Wesmael, 1859
- Ichneumon haemorrhoicus Kriechbaumer, 1887
- Ichneumon haeselbarthi Heinrich, 1973
- Ichneumon haglundi Holmgren, 1864
- Ichneumon helleni Heinrich, 1951
- Ichneumon helveticus (Pic, 1899)
- Ichneumon hinzi Heinrich, 1972
- Ichneumon hypolius Thomson, 1888
- Ichneumon ignobilis Wesmael, 1855
- Ichneumon ingae Heinrich, 1980
- Ichneumon ingratus (Hellén, 1951)
- Ichneumon inops Holmgren, 1880
- Ichneumon inquinatus Wesmael, 1844
- Ichneumon insidiosus Wesmael, 1844
- Ichneumon intermedius Constantineanu & Voicu, 1977
- Ichneumon intricator Wesmael, 1855
- Ichneumon inutilis Wesmael, 1855
- Ichneumon jugicola Heinrich, 1949
- Ichneumon karpaticus Heinrich, 1951
- Ichneumon laevibasis Hellén, 1951
- Ichneumon languidus Wesmael, 1844
- Ichneumon lapponicus Hellén, 1951
- Ichneumon latecinctus Schmiedeknecht, 1929
- Ichneumon lateralis Kriechbaumer, 1887
- Ichneumon lautatorius Desvignes, 1856
- Ichneumon lectus Kokujev, 1908
- Ichneumon leptostigma Kriechbaumer, 1888
- Ichneumon leucopeltis Thomson, 1888
- Ichneumon ligatorius Thunberg, 1822
- Ichneumon luteipes Wesmael, 1855
- Ichneumon macilentus (Tischbein, 1881)
- Ichneumon manicatus Holmgren, 1864
- Ichneumon marmotus Hilpert, 1992
- Ichneumon megapodius Heinrich, 1949
- Ichneumon melanobatus Gravenhorst, 1829
- Ichneumon melanoceras Ratzeburg, 1844
- Ichneumon melanoleucos Gmelin, 1790
- Ichneumon melanophthalmus Schrank, 1776
- Ichneumon melanopygus Wesmael, 1855
- Ichneumon melanosomus Wesmael, 1855
- Ichneumon melanotis Holmgren, 1864
- Ichneumon memorator Wesmael, 1844
- Ichneumon micropnygus Thomson, 1893
- Ichneumon minutorius Desvignes, 1856
- Ichneumon mixtus Gmelin, 1790
- Ichneumon moelleri Holmgren, 1884
- Ichneumon molitorius Holmgren, 1861
- Ichneumon monospilus Thomson, 1896
- Ichneumon mordax Kriechbaumer, 1875
- Ichneumon multipictus Gravenhorst, 1820
- Ichneumon nebulosae Hinz, 1975
- Ichneumon norvegicus Hilpert, 1992
- Ichneumon novemalbatus Kriechbaumer, 1875
- Ichneumon nubigenus Roman, 1938
- Ichneumon nyssaeus Holmgren, 1878
- Ichneumon obliteratus Wesmael, 1855
- Ichneumon oblongus Schrank, 1802
- Ichneumon obscuritarsis Dalla Torre, 1902
- Ichneumon obscurus Geoffroy, 1785
- Ichneumon observandus Heinrich, 1951
- Ichneumon occidentis Hilpert, 1992
- Ichneumon opacus Tischbein, 1881
- Ichneumon ostentator Heinrich, 1978
- Ichneumon oviventroides Hinz, 1975
- Ichneumon palugracilicornis Bauer, 1999
- Ichneumon paragravipes Rasnitsyn, 1981
- Ichneumon parengensis Kiss, 1929
- Ichneumon peloponnesus Heinrich, 1980
- Ichneumon phaeostigmus Wesmael, 1857
- Ichneumon piceatorius Gravenhorst, 1820
- Ichneumon pictus Bauer, 1936
- Ichneumon pinquicornis Bauer, 1985
- Ichneumon plautus Hilpert, 1992
- Ichneumon polyxanthus (Kriechbaumer, 1869)
- Ichneumon porcellus Hilpert, 1992
- Ichneumon posticus Geoffroy, 1785
- Ichneumon primatorius Foerster, 1771
- Ichneumon proletarius Wesmael, 1848
- Ichneumon promissorius Erichson, 1842
- Ichneumon propinquus Tischbein, 1874
- Ichneumon pseudocaloscelis Heinrich, 1949
- Ichneumon pulvinatus Kriechbaumer, 1874
- Ichneumon pygolissus Heinrich, 1951
- Ichneumon quadrialbatus Gravenhorst, 1820
- Ichneumon quadriannellatus Thomson, 1893
- Ichneumon quaesitorius Linnaeus, 1761
- Ichneumon quinquealbatus Kriechbaumer, 1890
- Ichneumon rogenhoferops Heinrich, 1980
- Ichneumon rudolphi Holmgren, 1884
- Ichneumon rufidorsatus Bridgman, 1887
- Ichneumon rufigena Kriechbaumer, 1875
- Ichneumon ruttneri Heinrich, 1944
- Ichneumon sarcitorius Linnaeus, 1758
- Ichneumon saxifragator Bauer, 1985
- Ichneumon scopulator Berthoumieu, 1892
- Ichneumon sculpturatus Holmgren, 1864
- Ichneumon seisensis Kriechbaumer, 1893
- Ichneumon semiorbitalis Gravenhorst, 1820
- Ichneumon sexcinctus Gravenhorst, 1829
- Ichneumon siculus Kriechbaumer, 1887
- Ichneumon signaticornis Kriechbaumer, 1893
- Ichneumon silaceus Gravenhorst, 1829
- Ichneumon similaris Provancher, 1875
- Ichneumon simulans Tischbein, 1873
- Ichneumon spurius Wesmael, 1848
- Ichneumon stenocerus Thomson, 1887
- Ichneumon stigmatorius Zetterstedt, 1838
- Ichneumon stramentarius Gravenhorst, 1820
- Ichneumon stramentor Rasnitsyn, 1981
- Ichneumon subalpinus Holmgren, 1864
- Ichneumon subannulatus Gravenhorst, 1820
- Ichneumon submarginatus Gravenhorst, 1829
- Ichneumon subsolis Hilpert, 1992
- Ichneumon sulcatoriops Hilpert, 1992
- Ichneumon suspiciosus Wesmael, 1844
- Ichneumon suturalis Holmgren, 1864
- Ichneumon terminatorius Gravenhorst, 1820
- Ichneumon thomsoni Holmgren, 1864
- Ichneumon trialbatus Kriechbaumer, 1880
- Ichneumon tuberculipes Wesmael, 1848
- Ichneumon vafer Tischbein, 1876
- Ichneumon validicornis Holmgren, 1864
- Ichneumon ventus Hilpert, 1992
- Ichneumon veressi (Kiss, 1915)
- Ichneumon vorax Geoffroy, 1785
- Ichneumon vulneratorius Zetterstedt, 1838
- Ichneumon xanthorius Foerster, 1771